# 1223
Năm 1223 là một năm trong lịch Julius.

## Mất
- Mộc Hoa Lê